# Cryptus lentus
Cryptus lentus är en stekelart som beskrevs av Tosquinet 1896. Cryptus lentus ingår i släktet Cryptus och familjen brokparasitsteklar. Inga underarter finns listade i Catalogue of Life.